# 温迪·班克斯
温迪·班克斯（英語：Wendy Banks，1960年2月27日—），英国女子曲棍球运动员。她曾代表英国国家队参加1988年夏季奥林匹克运动会曲棍球比赛，结果队伍获得第四名。